# Kvinnor i Osmanska riket

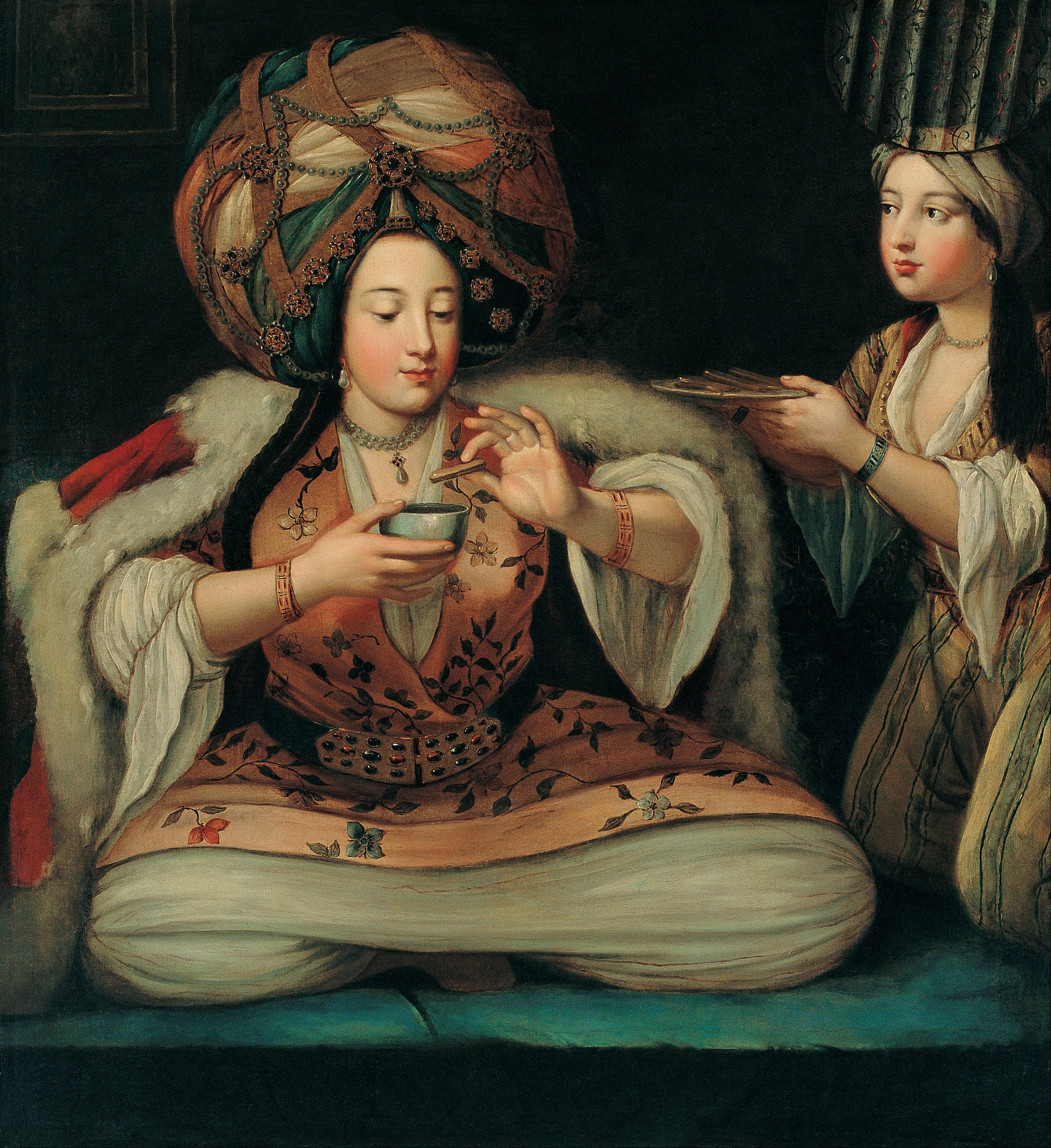
Kvinna dricker kaffe i ett osmanskt harem.

Kvinnor i Osmanska riket hade olika rättigheter beroende på deras religiösa tillhörighet. Alla medborgare i Osmanska riket var i civilrättsligt avseende underkastade sina församlingar, som reglerade deras civila rättigheter, och kvinnors rättigheter skilde sig därför åt beroende på om de var muslimer, kristna eller judar. Majoriteten av de osmanska kvinnorna var dock muslimer.
Muslimska kvinnor hade rätt att få tillgång till domstolarna utan att behöva en manlig förmyndare tillstånd, men sågs inte som jämlika männen. En man hade enligt islamisk lag rätt till fyra hustrur liksom till utomäktenskapligt sex med både konkubiner och slavkvinnor, och hade lätt få skilsmässa, medan ett kvinnligt äktenskapsbrott var belagt med dödsstraff och skilsmässa var svårare att få tillgång till än för en man. Kvinnor hade rätt att både ärva och förfoga över egendom utan en mans förmyndarskap: könssegregationen gjorde det dock svårt att delta i affärslivet på ett annat plan än som finansiärer av mäns affärsverksamhet. Politiskt sett har inflytandet från det kejserliga haremet över sultanerna blivit berömt i historien. Tanzimatreformerna under 1800-talet utgjorde startpunkten för utvecklingen av kvinnors rättigheter, och öppnade de första skolorna för flickor, fler yrkesval (framför allt lärarens), luckrade upp könssegregationen och gav upphov till de första kvinnorörelserna. 

## Kvinnor i osmansk lag
Muslimska kvinnor i Osmanska riket var underkastade sharialagar. Dessa tolkades av islamiska domstolar vars domare kallades qadis, som i sin tur fick råd av mufti.
Enligt osmansk tolkning av denna lag hade en kvinna rätt att ärva och fritt förfoga över sin egendom oavsett civilstatus; att få undervisning i religion och att ha tillgång till domstolarna utan någon manlig förmyndares inblandning, även vid ansökan om skilsmässa.  Med stöd av dessa egendomslagar kunde kvinnor fritt ärva, köpa och sälja, låna och låna ut pengar, och det förekom att de arrenderade statlig mark och deltog som finansiärer i affärsprojekt.
Kristna och judiska kvinnor hade vid denna tid svårt att få skilsmässa, och kunde som gifta kvinnor (dock som ogifta och änkor) sällan bestämma fritt över sina egna pengar, och det förekom därför att icke muslimska kvinnor övervägde att konvertera till islam för att kunna använda sig av dessa lagar själva.
I praktiken blev dock denna formella frihet svårtillgänglig för muslimska kvinnor på grund av den påbjudna könssegregation som begränsade deras rörelsefrihet. Medan lagen garanterade en kvinnas rätt att ärva sin far och sköta sina pengar utan sin makes inblandning, var dessa rättigheter svåra att upprätthålla i praktiken när sedvanan tillät en make att hålla kvinnorna i sin familj isolerade från omvärlden, vilket gjorde det svårt för både myndigheter och eventuella affärspartner att identifiera dem.  Det normala var att kvinnor utsåg ett manligt ombud att representera dem snarare än att själva visa sig i domstolen.    Myndigheterna var medvetna om problemet, och den osmanska lagen tillät uttryckligen en manlig ämbetsman eller affärspartner att se en kvinnas ansikte om ekonomiska eller rättsliga affärer gjorde det nödvändigt att identifiera henne.   Denna lag var dock ineffektiv på grund av det starka idealet om könssegregering, och olika rättsliga regler fanns därför för kvinnor som var villiga att visa sitt ansikte i rätten, och kvinnor som ville tillämpa könssegregeringen även där: lagen stadgade att om en kvinna ur den förstnämnda kategorin dömdes för ett brott, skulle hon bestraffas, men om en kvinna ur den andra kategorin dömdes för ett brott, skulle istället hennes make utföra bestraffningen i deras eget hem.   Könssegregeringen skapade också andra problem för kvinnor.  Osmanska domstolar krävde att ett brott hade bevittnats av ett visst bestämt antal manliga vittnen samt svärande av en ed för att det skulle kunna tas upp inför domstol; kvinnor som levde i könssegregering kunde inte infinna sig i domstolen för att svära denna ed, och könssegregeringen gjorde också att de sällan hade ett manligt ombud som kunde avge den åt dem, eller ett tillräckligt antal manliga vittnen.
Män och kvinnor hade inte lika sexuella rättigheter.  Kvinnor kunde enbart gifta sig med muslimska män, medan män kunde både gifta sig med icke muslimska kvinnor och ha icke muslimska kvinnor som konkubiner.  Kvinnor kunde bara vara gifta med en enda man samtidigt och fick inte ha samlag med någon annan man än sin make, medan män kunde vara gifta med fyra kvinnor samtidigt och utöver sina hustrur kunde de dessutom ha sexuellt umgänge med konkubiner och slavar. Både män och kvinnor hade enligt osmansk tolkning av sharia rätten att ansöka om skilsmässa.  Kvinnor var dock tvungna att ange ett för domstolen godtagbart skäl, medan en man inte behövde ange något skäl alls.

## Judiska kvinnor
Judiska kvinnor i Osmanska riket lydde under judiska lagar (liksom kristna kvinnor under kristna) och hade därför inte samma rättigheter som muslimska kvinnor. Deras rättigheter inom egendom och skilsmässa följde istället judisk lag.
I praktiken levde dock judinnor ofta betydligt mer isolerade liv än de gjorde i Europa. Majoriteten judinnor ägnade sitt liv åt hushållet och familjen och tillbringade sina dagar i en kringbyggd gård kallad kortijo för att inte riskera att skada familjens rykte. Även i synagogan satt kvinnor i en särskild avdelning, som doldes av ett draperi. Majoriteten judinnor var inte utbildade, utan lärde sig bara de religiösa ritualer och seder som angick hushållet av äldre kvinnor i sin familj.
De levde dock inte under samma könssegregering som muslimska kvinnor, och det var accepterat för dem att träffa män utanför familjen och visa sig offentligt utan slöja.  I det högsta skiktet av den judiska köpmansklassen var det vanligt för judiska kvinnor att få en högre utbildning, och många talade flera språk.  Det faktum att de kunde ha direktkontakt med potentiella manliga affärspartners gav dem bättre möjlighet att engagera sig i affärsverksamhet, och många av de mest betydande affärskvinnorna i Osmanska rikets historia var just judinnor, så som Gracia Mendes Nasi.  De mest berömda är de som fungerade som kira till kvinnorna i det kejserliga haremet.  De flesta judiska kvinnor arbetade dock inom familjeföretagen, som ofta tillverkade lyxföremål för rikets elit, och verksamhetsområdet var något man föddes in i eller möjligen gifte sig till.
Det fanns också judiska kvinnor som kom att spela en offentlig roll inom religionen, så som Rachel Aberlin och Eve Frank.

## Utbildning
Före Tanzimat-reformerna under 1800-talet var utbildning dåligt tillgänglig för kvinnor. Enskilda kvinnor kunde få en hög utbildning i hemmet, men det fanns inga skolor som tog emot flickor. Reformerna under Tanzimat öppnade de första flickskolorna år 1858; fem år senare, 1863, kom de första flickskolorna med sekundärutbildning och de första yrkesskolorna för utbildning av kvinnliga lärare, och 1869 infördes obligatorisk grundskoleutbildning och flickskolor fick ett explosionsartat genombrott. Medan skolorna för män erbjöd dem utbildning för högre studier och yrkesarbete, inriktade sig de flesta flickskolor dock främst på att bli ideala hustrur och mödrar och motsvarade främst flickpensioner. Utbildningsfrågan var den främsta frågan för den kvinnorörelse som började bildas i Osmanska riket vid denna tid och som fick sitt uttryck i tidningar som Hanimlara Mahsus Gazette (1895-1909), där kvinnors huvuduppgift som muslimska hustrur och mödrar annars inte ifrågasattes.

## Yrkesliv

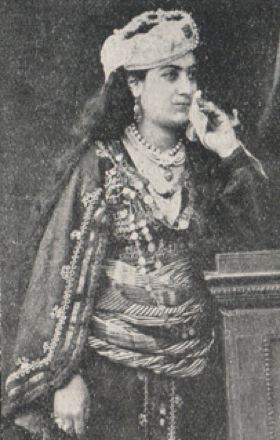
Yeranuhi Karakashian, en av Osmanska rikets första skådespelerskor.

Före Tanzimat-reformerna under 1800-talet var kvinnors möjlighet i yrkeslivet mycket begränsade.  Idealet för en muslimsk kvinna var att leva i könssegregation på avstånd från män utanför familjen, något som försvårade för henne att bli yrkesaktiv utanför hemmet.
En ogift kvinna levde med sin familj och försörjdes av dem fram till sitt giftermål; en gift kvinna förväntades hålla sig hemma medan maken arbetade; och en änka som inte ärvde tillräckligt mycket från sin make för att försörja sig på kapitalet, förväntades normalt sett flytta tillbaka till sin födelsefamilj och bli försörjd av sina manliga släktingar, snarare än att arbeta för att försörja sig själv. Det osmanska skråväsendet var stängt för kvinnor, och även om hustrur till hantverkare troligen assisterade sina makar och arbetade i familjeverkstaden, kunde ingen kvinna själv bli medlem i ett skrå och sköta en egen verksamhet.
I de fall muslimska kvinnor ägnade sig åt affärsverksamhet var det normalt på ett sätt som inte bröt mot könssegregeringen.  De kunde enligt denna princip engagera sig som finansiärer och investera som tysta partners i mäns affärsverksamheter genom medlare, vilket gjorde det möjligt för dem att tjäna pengar utan att synas offentligt eller behöva ha direktkontakt med män utanför familjen.  Att agera som investerare på detta sätt var vanligt för förmögna osmanska kvinnor som ägnade sig åt affärer utan att lämna haremen. 
Könssegregeringen öppnade samtidigt möjligheter för kvinnor som annars inte skulle ha existerat, då kvinnor ur medel- och arbetarklassen kunde agera som mellanhänder och köpa in lyxartiklar från marknaden från manliga försäljare, och sedan sälja dem till överklassens kvinnor, som sällan lämnade haremen, dit manliga försäljare inte hade tillträde.  Denna typ av handel kunde bli mycket lukrativ för en kvinna, som här slapp manlig konkurrens, och det främsta exempel är de judinnor som agerade i denna roll för kvinnorna i det kejserliga haremet, och som kallades för kira.  Berömda exempel på dessa affärsagenter är Esther Handali och Esperanza Malchi.
På landsbygden finns exempel på änkor som av myndigheterna tilläts fortsätta sköta sin makes jordbruk och som registrerades som hushållets överhuvud i skattelängderna, åtminstone på Balkanhalvön.
I kontrast till Europa, där yrket som hushållsarbetare var det absolut vanligaste yrket för en kvinna som behövde försörja sig själv, var detta yrke sällsynt i Osmanska riket, och förmögna muslimska familjer normalt använde sig av slavar i hushållet. I det fall en muslimsk dotter arbetade som tjänare, innebar det ett problem för könssegregeringens princip om att inte träffa män utanför familjen: detta problem löstes dock genom att hennes arbetsgivares familj officiellt adopterade henne som fosterbarn under hennes barndom, som hon fick tillbringa som tjänare i deras hushåll, och sedan arrangerade ett äktenskap åt henne när hon blev vuxen.
Det finns exempel på osmanska kvinnor som blev berömda som konstnärer, särskilt inom författarskapet, så som poeterna Mihri Hatun (d. 1506) och Fitnat Hanım (d. 1780), men det var då sällan frågan om kvinnor som försörjde sig som konstnärer, utan om kvinnor som redan var försörjda på annat sätt och normalt fortsatte att leva i harem.
Denna situation förändrades under Tanzimat-reformerna under 1800-talets andra hälft: 1858 öppnade den första flickskolan och yrken som guvernant och lärare i flickskolor blev vanliga, och 1857 invigdes även den första teatern och skådespelaryrket öppnades för kvinnor (dock enbart icke muslimer), med Arousyak Papazian som dess kanske första pionjär, och andra yrken följde.

## Politik

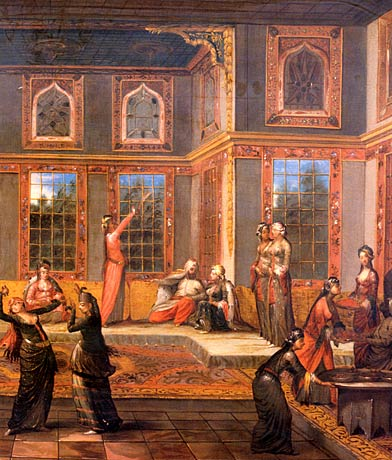
Sultan Ahmed III:s harem, av Jean Baptiste Vanmour.

I allmänhet var kvinnor helt uteslutna från att inneha någon form av politiskt ämbete eller inflytande.  I praktiken var det dock möjligt för kvinnor i det kejserliga haremet att påverka politiken genom sultanen, och det finns många berömda exempel på detta.   Under en period var kvinnligt inflytande så märkbart från haremet att den har kommit att kallas Kvinnornas sultanat (cirka 1533-1656), och sultanens mor valide sultanen, och hans favorithustrur och konkubiner utövade ett uppmärksammat inflytande och tjänstgjorde vid två tillfällen rentav som regenter.
Kvinnor i det kejserliga haremet var normalt sett utländska slavar, som vid sin ankomst till haremet hade fått konvertera och försetts med muslimska namn. Dessa konkubiner kunde dock uppnå en mäktig ställning om de blev sultanens favorit och fick honom att gifta sig med dem, som Roxelana, eller födde en son som själv blev sultan, varpå hans mor fick titeln valide sultan och en aktad ställning som hon kunde använda för att utöva inflytande på tronen, så som Nurbanu Sultan eller Safiye Sultan.  Vid två tillfällen förekom det till och med att en valide sultan blev regent i Osmanska riket: Kösem Sultan (1623) och Turhan Hatice Sultan (1651).

## Könssegregering och sällskapsliv

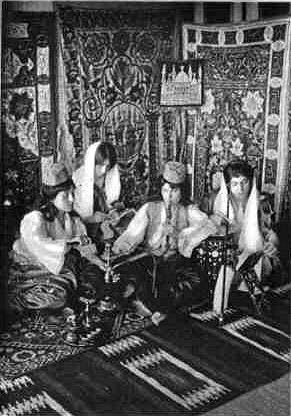
Osmanska kvinnor röker hookah cirka 1910.

Könssegregation utgjorde ett viktigt element för kvinnors liv i Osmanska riket, och formade deras liv på många plan.  Idealet för en kvinna var att hållas åtskild från män utanför familjen, och detta ideal tillämpades så långt det var möjligt i alla samhällsklasser, även om det i praktiken var omöjligt för kvinnor ur de fattiga klasserna att leva helt isolerade i harem. Ju högre samhällsklass en kvinna tillhörde, dess mer isolerad var hon från omvärlden, och kvinnor ur det kejserliga haremet lämnade mycket sällan palatset, eller ens kvinnoavdelningen inom palatset. Inom arbetarklassen var det dock normalt för kvinnor att hämta vatten och gå till marknadsplatsen, eftersom de inte hade en slav som kunde göra det åt dem.
Kvinnor umgicks nästan enbart med andra kvinnor i hemmet, eller i badhus reserverade för kvinnor, vilket var en viktig social ritual där kvinnor visade upp sina lyxartiklar, som broderade tofflor och handdukar, för andra kvinnor. Som en konsekvens av könssegregeringen var äktenskap normalt arrangerade av familjen.
Icke muslimska kvinnor förväntades dock inte nödvändigtvis leva i en lika strikt könssegregation, vilket var anledningen till att judiska kvinnor kunde bli mellanhänder mellan haremskvinnorna och deras manliga affärspartners.  Medan muslimska kvinnor förväntades att täcka sig med slöjor då de rörde sig utanför hemmet, var det inte nödvändigt för judiska eller kristna kvinnor att beslöja sig: i praktiken gjorde de dock detta ändå, även om det var mer sällsynt att de dolde sina ansikten, något som var det normala för en muslimsk kvinna.
Under Tanzimat-reformerna på 1800-talet började detta luckras upp, och i intellektuella kretsar och inom västinfluerad överklass började det förekomma att kvinnor närvarade i de nyligen öppnade teatrarna och andra könsblandade sammanhang: Maryana Marrash öppnade en litterär salong, och progressiva intellektuella som Nigâr Hanım började bära västerländska kläder.

## Kvinnliga slavar

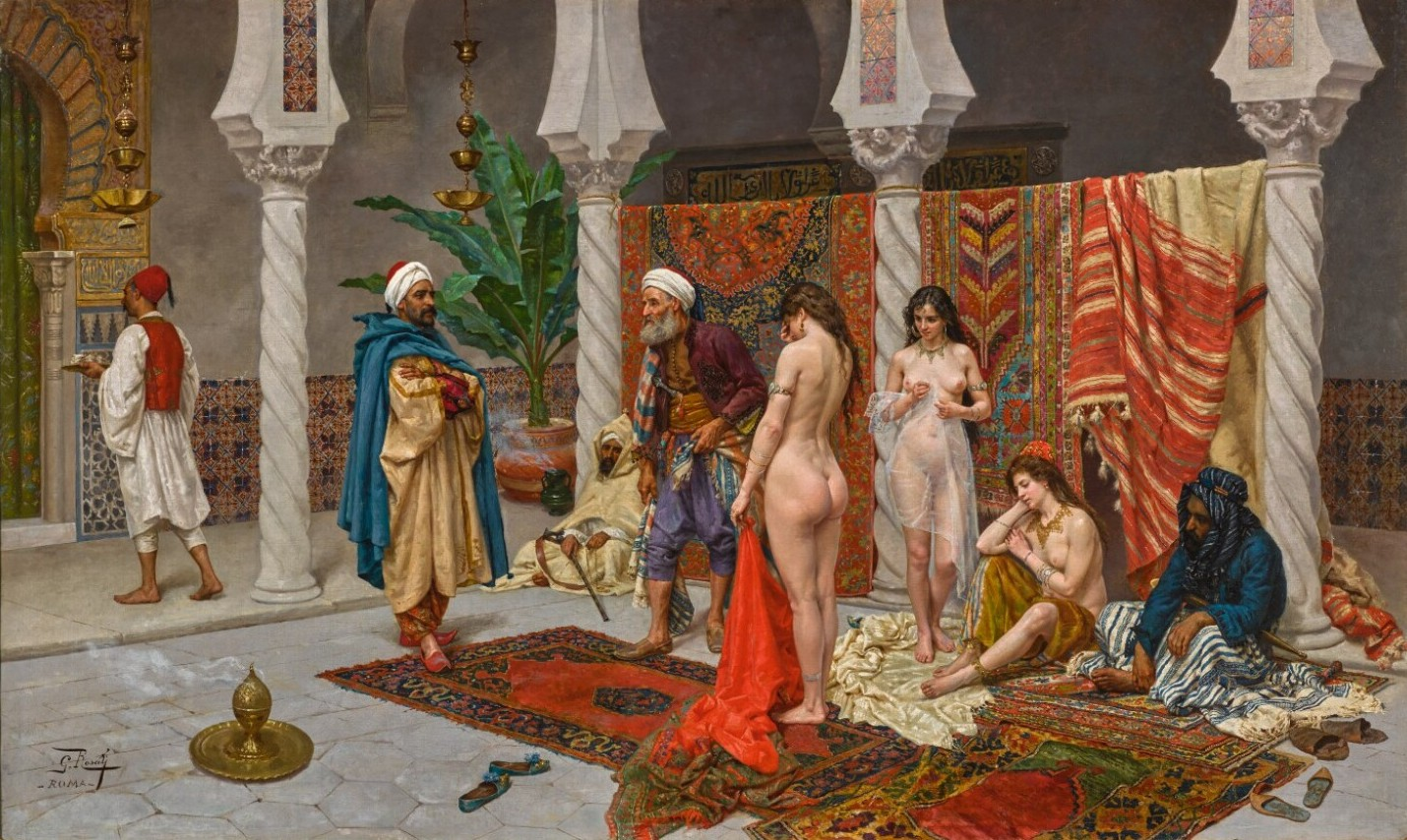
Kvinnor på den osmanska slavmarknaden, Giulio Rosati.

Muslimer fick inte bli slavar, så den osmanska slavmarknaden bestod därför av personer från det icke muslimska Afrika som fallit offer för den arabiska slavhandeln, eller av kristna européer (Saqaliba) som tillfångatagits i slavräder, främst från Slavhandeln på Krim eller Slavhandeln på Barbareskkusten. Det förekom också en handel med icke muslimska personer inom det osmanska imperiet. De kvinnor som föll offer för slaveri i Osmanska riket såldes vanligen antingen som hushållsslavar åt kvinnor, eller som sexslavar åt män.
Osmanska hushåll anställde vanligen inte fria tjänsteflickor, som i Europa, utan använde normalt en slavflicka för hushållsarbete: detta var dock ofta ett tillfälligt stadium, och det vanliga var att hon så småningom frigavs sedan ett äktenskap hade arrangerats för henne.
De kvinnor som köptes för att användas för sexuella syften tillhörde en annan kategori.  De vanligast förekommande slavinnorna var cirkasser från Kaukasus, syriskor, och nubier (afrikaner).  De cirkassiska flickorna  kom ur slavhandeln på Krim och var de dyraste och uppskattades på grund av sin ljusa hy.  Dessa var populära för uppköpare till det kejserliga haremet (i detta fall översågs förbudet mot att ha muslimer som slavar då cirkasserna var muslimer).  Syriska kvinnor tillhörde mellankategorin, mellan nubiska flickor från Afrika, som fallit offer för den arabiska slavhandeln, uppbringade lägst pris.  Kvinnorna i det kejserliga haremet bestod nästan helt av slavar, vanligen cirkasser från Kaukasus, eller kristna kvinnor från Europa.
Avvecklingen av slaveriet tog lång tid. Krimkhanatets slavhandel upphörde genom Rysslands erövring av Krim 1783, och barbareskpiraternas slavhandel av Frankrikes erövring av Nordafrika under 1830-talet. År 1830 frigavs alla vita slavar (européer och kirkassier från Kaukasus) i Osmanska riket på order av sultan Mahmud II, år 1854 förbjöds handeln med slavar från Kaukasus och Georgien, och 1890 signerade Osmanska riket den internationella antislavhandelsakten i Bryssel, Brussels Conference Act of 1890.  I praktiken fortsatte dock slavhandeln inofficiellt fram till första världskriget, särskilt ifråga om kvinnliga slavar, och det är bekräftat att kvinnor såldes så sent som år 1908. Sultanens slavar frigavs år 1909, och Mustafa Kemal Atatürk avskaffade slaveriet vid republikens införande.